# Partit Democràtic Socialista (Japó)
El Partit Socialista Democràtic (en japonés: 民主社会党 Minshu Shakai-tō, comunament abreujat com a 民社党 Minsha-tō) va ser un partit polític japonés d'ideologia socialdemòcrata format arran d'una escissió del Partit Socialista del Japó.

## Història
El partit es va fundar l'any 1960 arran d'una escissió del Partit Socialista del Japó liderada per Suehiro Nishio. Va estar formada per alguns membres de la branca "dretana" del Partit Socialista, que ja s'havien escindit prèviament l'any 1948 i es tornaren a unir el 1955.
Documents desclasificats del govern dels EUA van revelar que els fons de la CIA van finançar la creació d'aquesta escissió del PSJ. Va tenir com a objectiu moderar i subvertir l'oposició política del conservador Partit Liberal Democràtic, que era el principal partit finançat per la CIA.
El PSD defensava el socialisme democràtic i fou membre de l'Internacional Socialista.
El partit recolzava la construcció de l'estat del benestar, s'oposava al totalitarisme i apostava fortament per l'aliança entre el Japó i els EUA. Aquest posicionament pro EUA i anticomunista va fer que el PLD tinguera per molt de temps majoria en la Dieta Imperial. Gran part del seu finançament provenia de la Confederació Japonesa del Treball o Dōmei, sindicat del sector privat de tall conservador.
El 1994 el PSD es va dissoldre per unir-se al Partit de la Nova Frontera. L'any 1996 el PSJ es va esdevindre el Partit Socialdemòcrata. Dos anys després, el 1998, el PNF es va dissoldre i molts antics membres del PSD van unir-se al Partit Democràtic del Japó. Tot i la dissolució del partit l'any 1994, les seues joventuts van continuar existint fins a l'any 2003 i fou membre de la Unió Internacional de les Joventuts Socialistes. Després de la seua dissolució, alguns anticsm membres i socialdemòcrates independents van crear una nova organització del jovent, Jóvens Socialistes, qui va continuar sent membre de l'UIJV. Finalment, aquesta nova organització es va dissoldre el 8 de març de 2008 sense cap successor i abandonant l'organització internacional.

## Resultats electorals

### Cambra de Representants
| Any  | Líder            | Vots      | %    | Escons   | +/– | Govern   |
| ---- | ---------------- | --------- | ---- | -------- | --- | -------- |
| 1960 | Suehiro Nishio   | 3.464.147 | 8,8  | 17 / 467 | Nou | Oposició |
| 1963 | Suehiro Nishio   | 3.023.302 | 7,4  | 23 / 467 | 6   | Oposició |
| 1967 | Suehiro Nishio   | 3.404.464 | 7,4  | 30 / 486 | 7   | Oposició |
| 1969 | Eiichi Nishimura | 3.636.591 | 7,7  | 31 / 486 | 1   | Oposició |
| 1972 | Kasuga Ikkō      | 3.660.953 | 7    | 19 / 491 | 12  | Oposició |
| 1976 | Kasuga Ikkō      | 3.554.076 | 6,3  | 29 / 511 | 10  | Oposició |
| 1979 | Ryōsaku Sasaki   | 3.663.691 | 6,78 | 35 / 511 | 6   | Oposició |
| 1980 | Ryōsaku Sasaki   | 3.896.728 | 6,60 | 32 / 511 | 4   | Oposició |
| 1983 | Ryōsaku Sasaki   | 4.129.907 | 7,27 | 38 / 511 | 6   | Oposició |
| 1986 | Saburō Tsukamoto | 3.895.858 | 6,44 | 26 / 512 | 11  | Oposició |
| 1990 | Eiichi Nagasue   | 3.178.949 | 4,84 | 14 / 512 | 12  | Oposició |
| 1993 | Keigo Ōuchi      | 2.205.682 | 3,51 | 15 / 511 | 1   | Coalició |

### Cambra de Consellers
| Any  | Escons   | Escons    | Govern   |
| Any  | Total    | Obtinguts | Govern   |
| ---- | -------- | --------- | -------- |
| 1962 | 12 / 250 | 5 / 125   | Oposició |
| 1965 | 7 / 250  | 3 / 125   | Oposició |
| 1968 | 10 / 250 | 7 / 125   | Oposició |
| 1971 | 13 / 252 | 6 / 126   | Oposició |
| 1974 | 10 / 252 | 5 / 126   | Oposició |
| 1977 | 11 / 252 | 6 / 126   | Oposició |
| 1980 | 12 / 252 | 6 / 126   | Oposició |
| 1983 | 12 / 252 | 6 / 126   | Oposició |
| 1986 | 12 / 252 | 5 / 126   | Oposició |
| 1989 | 8 / 252  | 3 / 126   | Oposició |
| 1992 | 9 / 252  | 4 / 126   | Oposició |

## Líders
| Núm. | Foto | Nom                          | Circumscripció                                                 | Mandat                 | Mandat                 |
| Núm. | Foto | Nom                          | Circumscripció                                                 | Inici                  | Final                  |
| ---- | ---- | ---------------------------- | -------------------------------------------------------------- | ---------------------- | ---------------------- |
| 1    |      | Suehiro Nishio (1891–1981)   | 4a d'Osaka (1947–93) 1a d'Osaka (1947–93) 2a d'Osaka (1947–93) | 24 de gener de 1960    | Juny 1967              |
| 2    |      | Eiichi Nishimura (1904–1971) | 2a d'Osaka (1947–93) 5a d'Osaka (1947–93)                      | Juny 1967              | 27 d'abril de 1971     |
| 3    |      | Ikkō Kasuga (1910–1989)      | 1a d'Aichi (1947–93)                                           | 27 d'abril de 1971     | 28 de novembre de 1977 |
| 4    |      | Ryōsaku Sasaki (1915–2000)   | Districte Nacional 5a de Hyogo (1947–93)                       | 28 de novembre de 1977 | 23 d'abril de 1985     |
| 5    |      | Saburo Tsukamoto (1927–2020) | 2a d'Aichi (1947–93) 6a d'Aichi (1947–93)                      | 23 d'abril de 1985     | 25 de febrer de 1989   |
| 6    |      | Eiichi Nagasue (1918–1994)   | Prefectura de Kyoto 1a de Kyoto (1947–93)                      | 25 de febrer de 1989   | Abril 1990             |
| 7    |      | Keigo Ōuchi (1930–2016)      | 2a de Tòquio (1947–93)                                         | Abril 1990             | 8 de juny de 1994      |
| 8    |      | Takashi Yonezawa (1940–2016) | 1a de Miyazaki (1947–93) Bloc RP de Kyushu (Miyazaki)          | 8 de juny de 1994      | 9 de desembre de 1994  |